# Snøhetta (arkitektkontor)

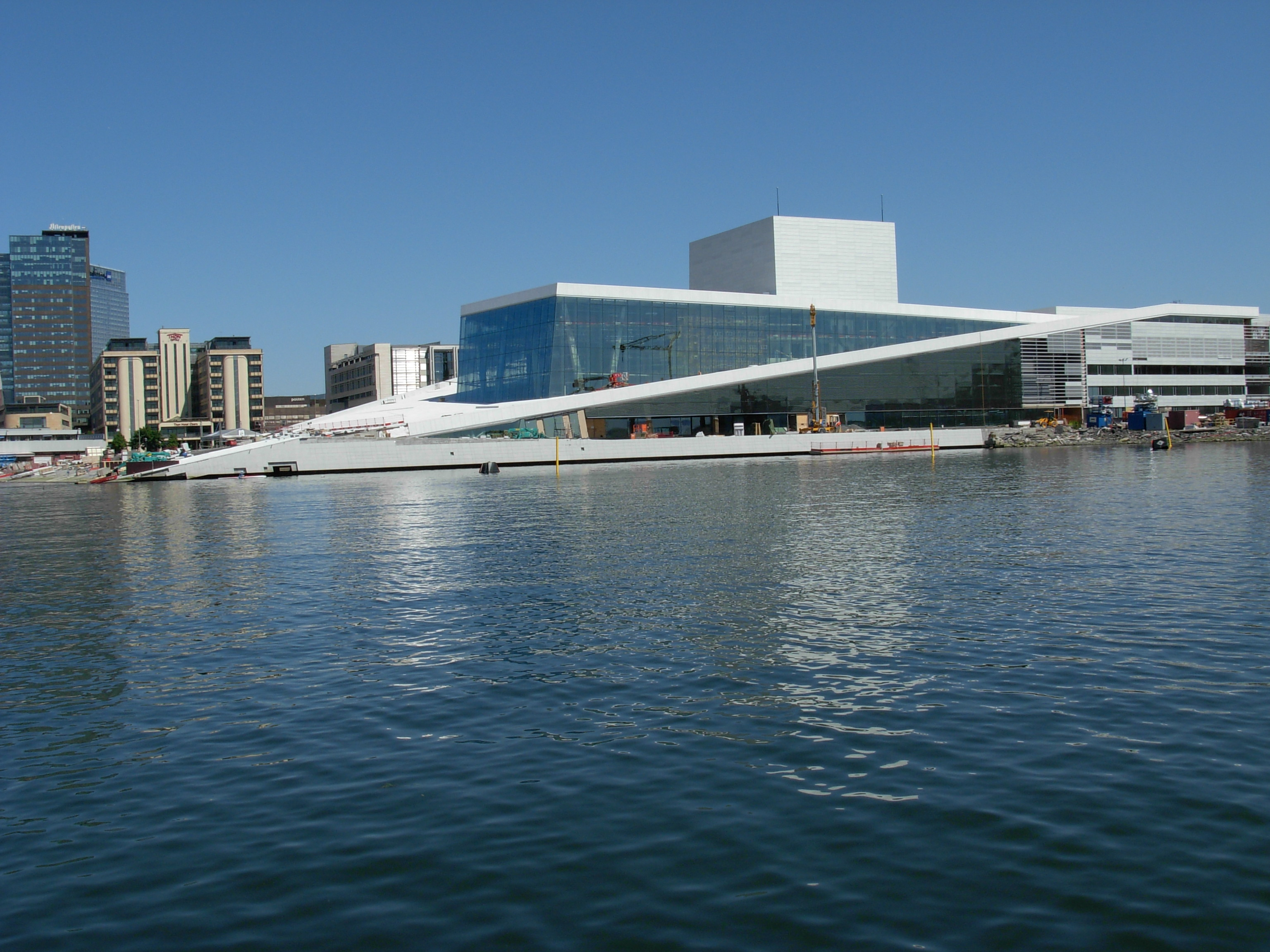
Operahuset i Oslo.

Snøhetta är ett norskt arkitektkontor. Snøhetta har kontor i Oslo och New York.
Sitt internationella genombrott fick kontoret 1989, då det vann tävlingen om biblioteket i Alexandria i Egypten. Andra projekt är operahuset i Oslo, konstmuseet Turner Contemporary i Margate, ett nytt kulturcentrum på Ground Zero i New York samt Temple Universitys nya bibliotek Charles Library i Philadelphia.
Snøhetta har, tillsammans med det svenska White arkitekter, ritat kulturhuset Väven i Umeå, som 2014 tilldelades Kasper Salin-priset.

## Fotogalleri

Biblioteket i Alexandria
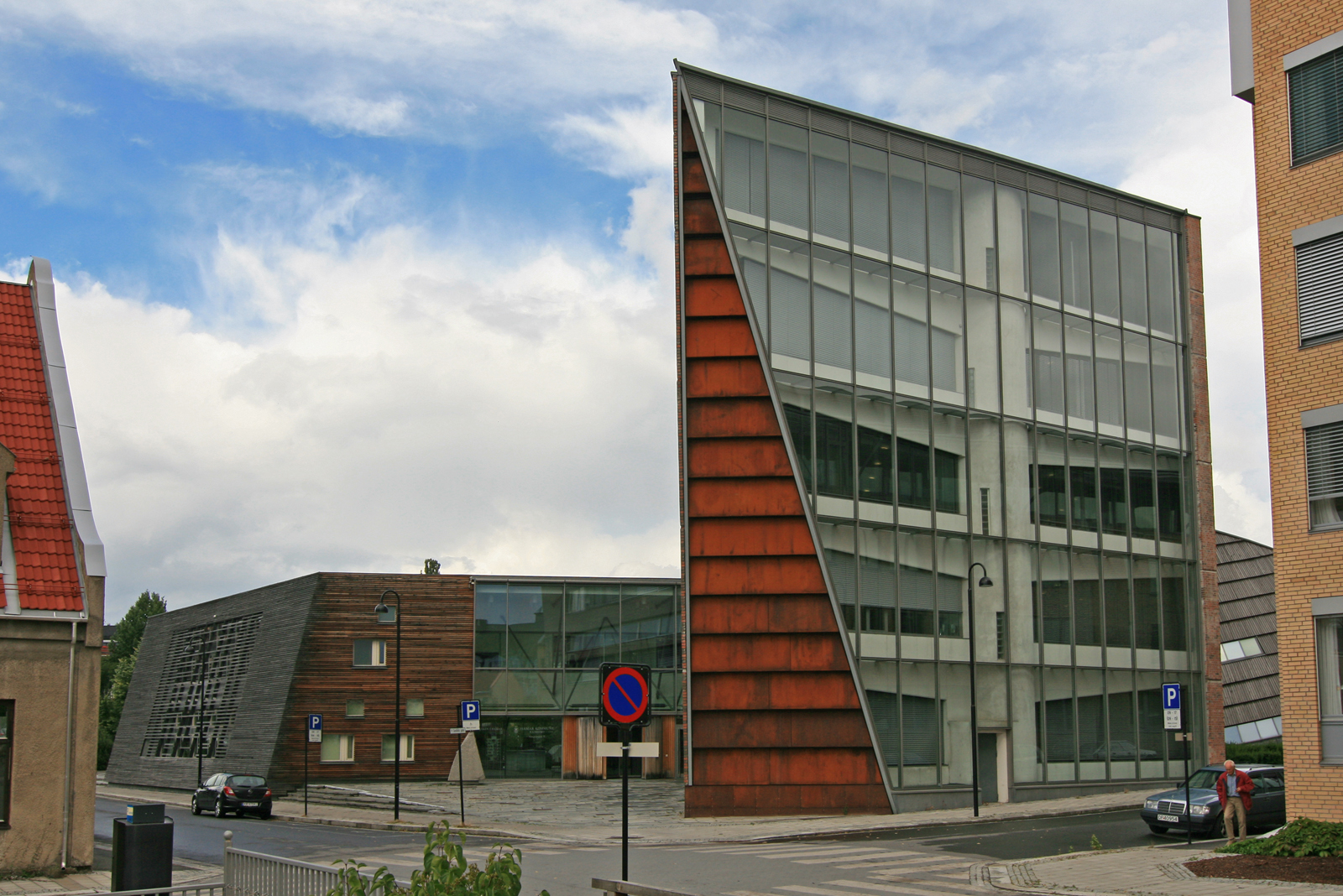
Stadshuset i Hamar
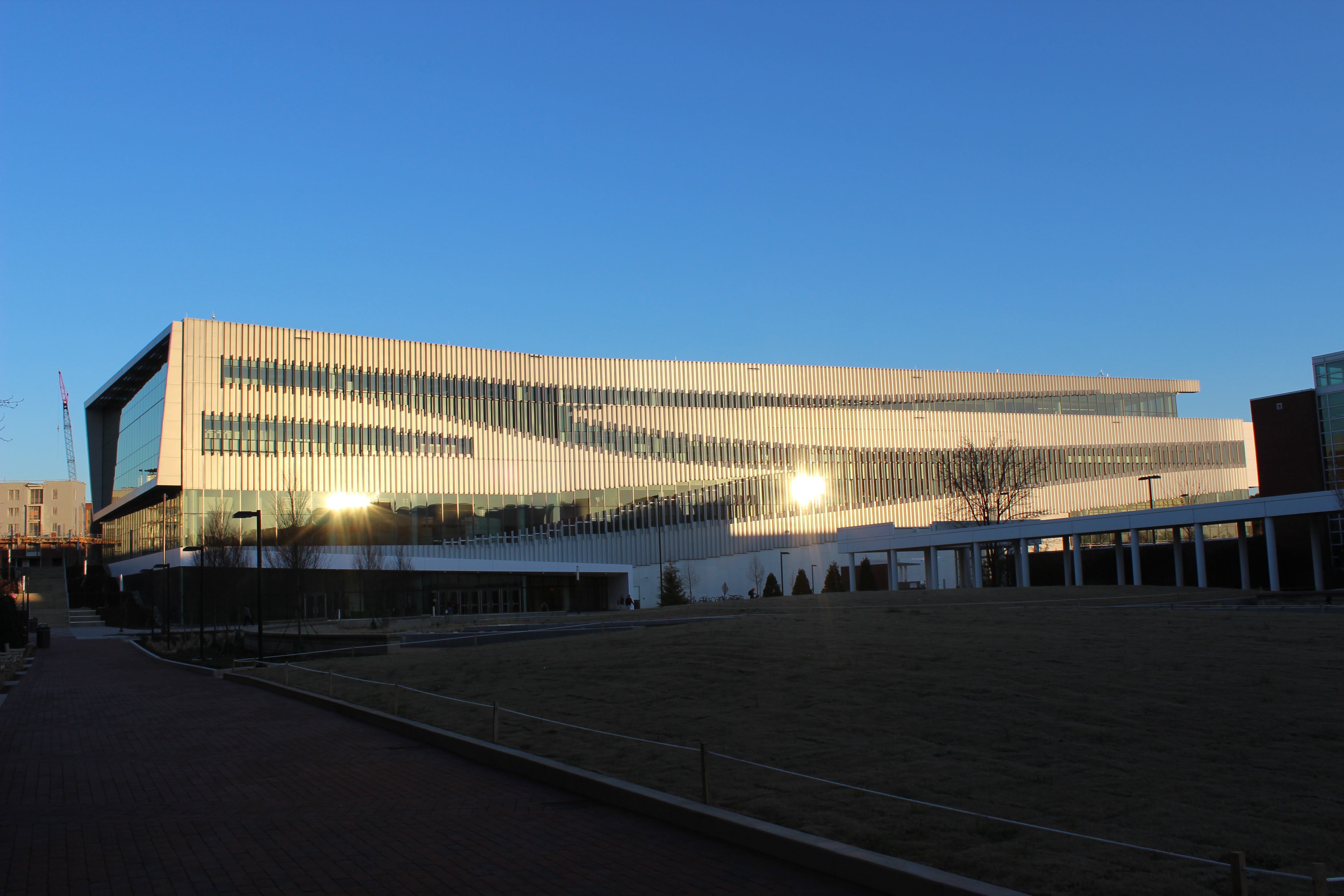
James B. Hunt Jr Library, North Carolina State University, USA
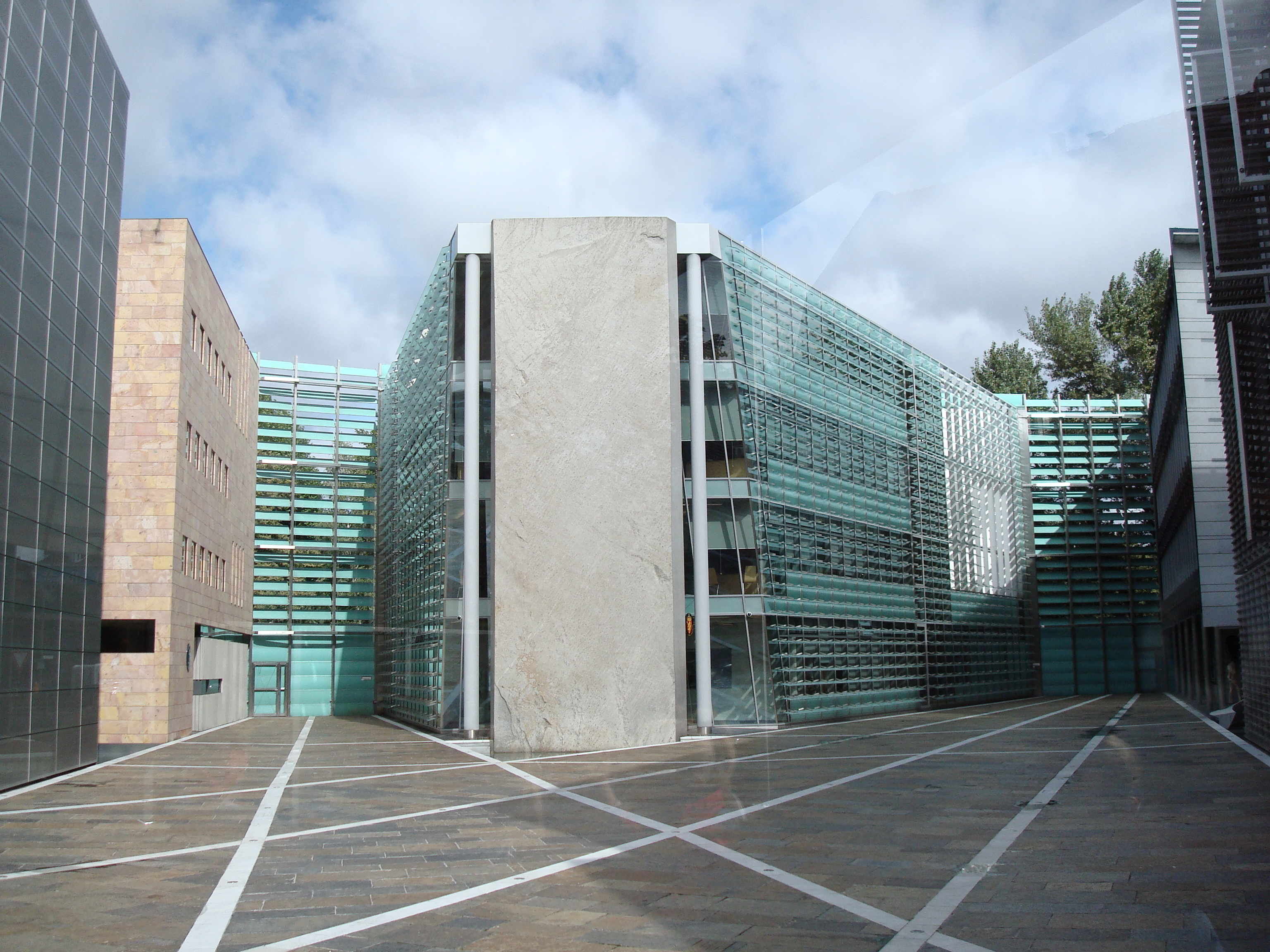
Nordiska ambassaderna i Berlin
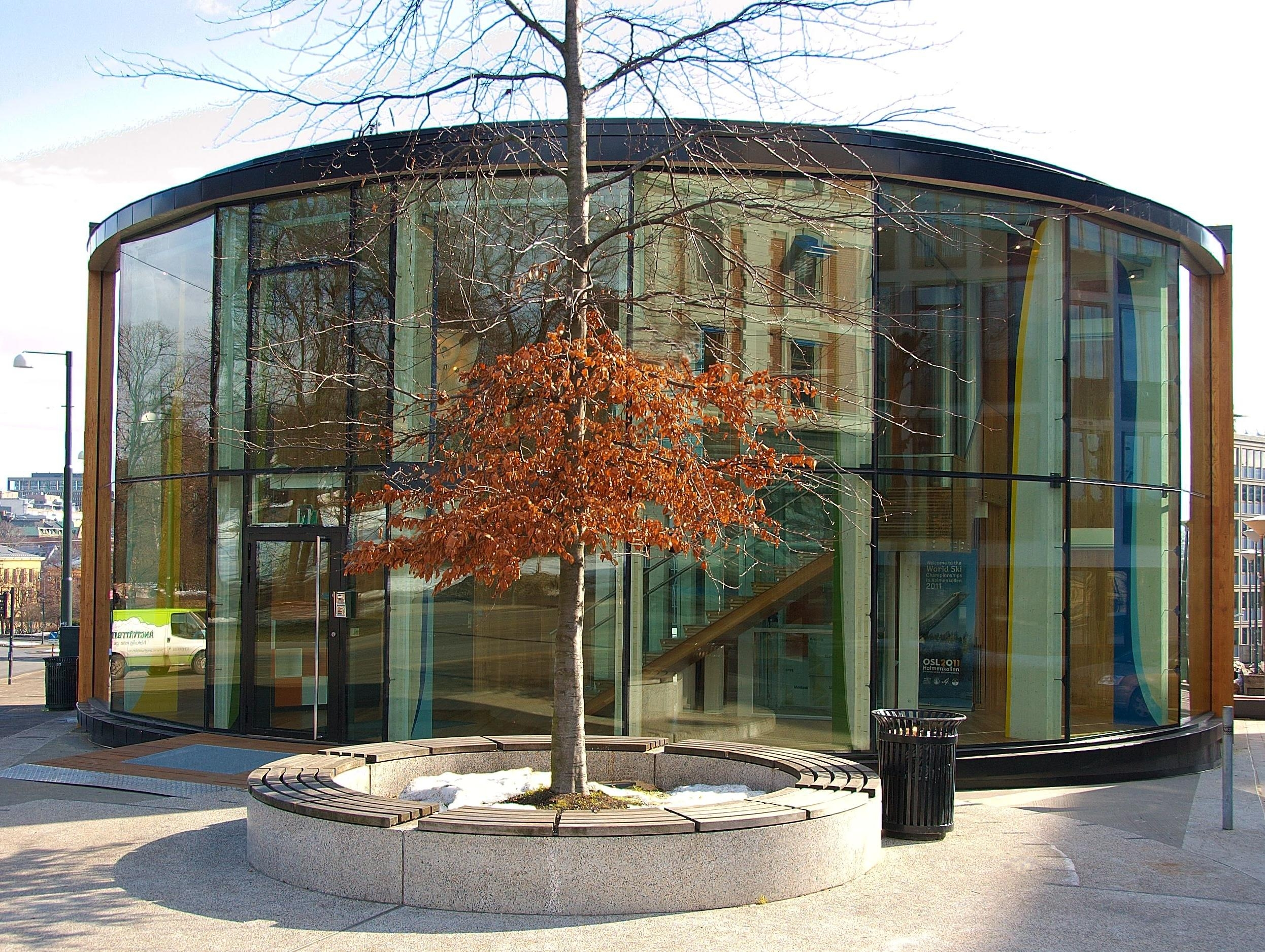
VM-paviljongen på 7 juniplatsen i Oslo
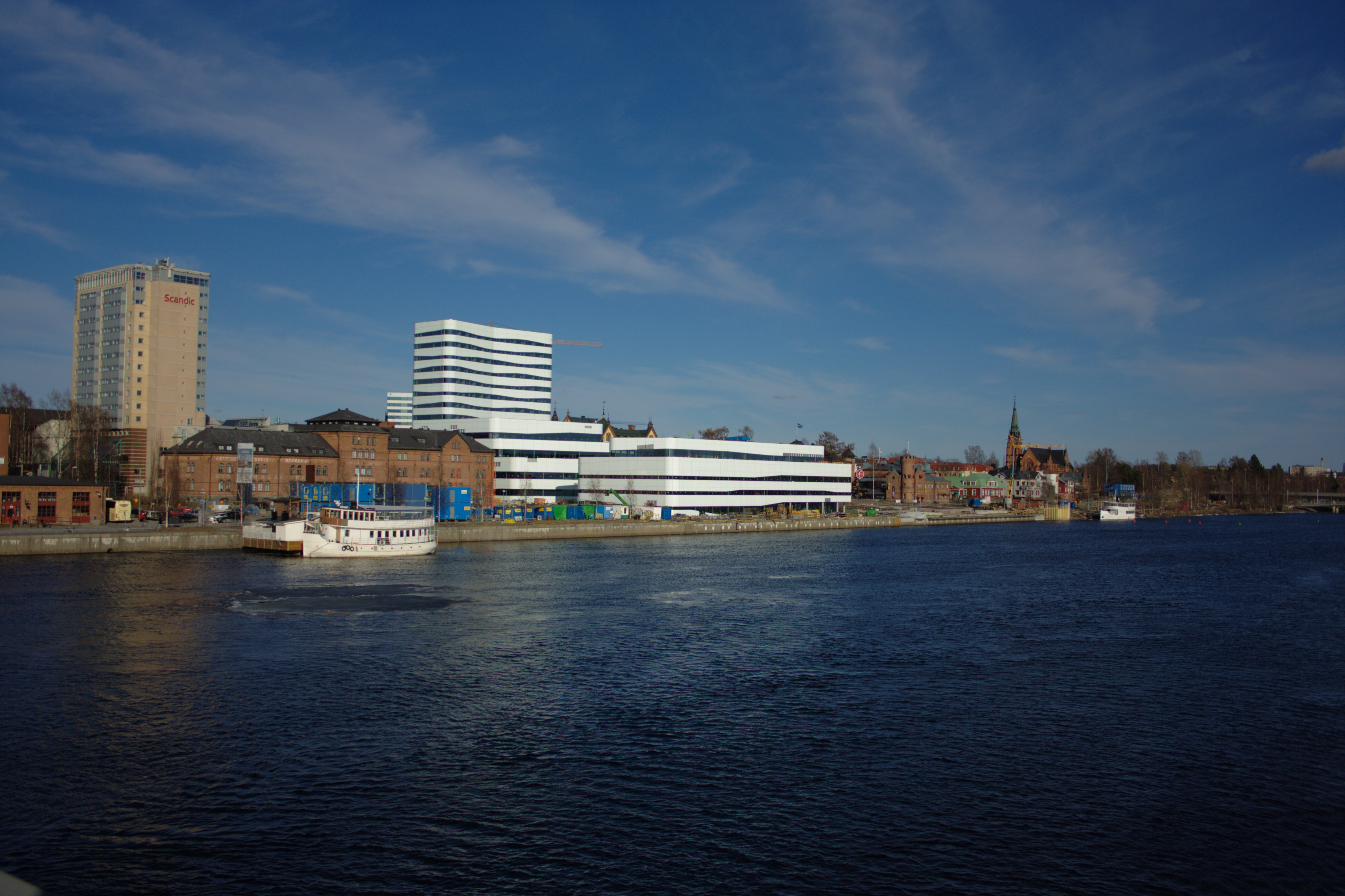
Kulturhuset Väven i Umeå, ritat tillsammans med White arkitekter.